# 岳秉飞
岳秉飞（1960年—），汉族，中华人民共和国政治人物、第十一届全国政协委员。
加入中国国民党革命委员会，担任中国药品生物制品检定所实验动物中心副主任兼实验动物室副主任。2008年，当选第十一届全国政协委员，代表医药卫生界，分入第四十六组。2018年1月，当选第十三届全国政协委员。